# 1843年香港
|        | 香港歷史 \| 香港歷史年表                                                                                                   |
| 世紀： | 18世紀香港 \| 19世紀香港 \| 20世紀香港                                                                                     |
| 年代： | 1810年代香港 \| 1820年代香港 \| 1830年代香港 \| 1840年代香港 \| 1850年代香港 \| 1860年代香港 \| 1870年代香港               |
| 年份： | 1839年香港 \| 1840年香港 \| 1841年香港 \| 1842年香港 \| 1843年香港 \| 1844年香港 \| 1845年香港 \| 1846年香港 \| 1847年香港 |
| 紀年： | 癸卯年（兔年）、香港開埠2周年                                                                                              |

## 大事記
- 4月19日，史丹頓牧師被委派到香港擔任殖民地牧師。
- 6月1日，灣仔摩利臣山醫藥傳道會醫院開辦。
- 6月27日，港督砵甸乍委任麻恭上將為首任布政司及命首批44名太平紳士。
- 鐵行輪船公司於上環設立辦事處。
- 赤柱墳場建成。
- 潮州商人高元盛於上環文咸西街創立元發行。